# Ligier JS43
Ligier JS43 – samochód Formuły 1, zaprojektowany przez Franka Derniego dla francuskiego zespołu Ligier. Model ten uczestniczył w sezonie 1996 Formuły 1. Kierowcami byli Olivier Panis (był to jego trzeci sezon w tym zespole) i Pedro Diniz (przyszedł do Ligiera z Forti).
JS43 był ulepszoną wersją odnoszącego dobre rezultaty modelu JS41. Mimo problemów z hamulcami samochód osiągał dobre wyniki, wliczając w to zwycięstwo Panisa w Grand Prix Monako; było to pierwsze zwycięstwo Ligiera od 15 lat.
Po sezonie Alain Prost zakupił zespół i zmienił jego nazwę na Prost Grand Prix.

## Wyniki
| Legenda oznaczeń w tabelach wyników Wyświetl szablon na nowej stronie | Legenda oznaczeń w tabelach wyników Wyświetl szablon na nowej stronie                                                                     |
| Oznaczenie                                                            | Wyjaśnienie |
| --------------------------------------------------------------------- | --- |
| Złoty                                                                 | Zwycięzca lub mistrzostwo |
| Srebrny                                                               | 2. miejsce lub wicemistrzostwo |
| Brązowy                                                               | 3. miejsce lub II wicemistrzostwo |
| Zielony                                                               | Ukończył, punktował (w klasyfikacji generalnej, gdy zdobył co najmniej jeden punkt na przestrzeni sezonu, poza trzema powyższymi opcjami) |
| Niebieski                                                             | Ukończył, nie punktował (w klasyfikacji generalnej, gdy nie zdobył co najmniej jednego punktu na przestrzeni sezonu)                      |
| Czerwony                                                              | Nie zakwalifikował się (NZ) |
| Czerwony                                                              | Nie prekwalifikował się (NPK) |
| Różowy                                                                | Nie ukończył (NU) |
| Różowy                                                                | Niesklasyfikowany (NS) (w klasyfikacji generalnej, gdy nie został sklasyfikowany w żadnym wyścigu sezonu)                                 |
| Czarny                                                                | Zdyskwalifikowany (DK) |
| Czarny                                                                | Wykluczony (WYK/EX) |
| Biały                                                                 | Nie wystartował (NW) |
| Biały                                                                 | Kontuzjowany (K/INJ) |
| Biały                                                                 | Wyścig odwołany (OD/C) |
| Bez koloru                                                            | Został wycofany (WYC/WD) |
| Bez koloru                                                            | Nie przybył (NP/DNA) |
| Bez koloru                                                            | Nie brał udziału w treningach (NT/DNP) |
| Bez koloru                                                            | Nie został zgłoszony (–) |
| Pogrubienie                                                           | Start z pole position |
| Kursywa                                                               | Najszybsze okrążenie wyścigu |
| †                                                                     | Nie ukończył, ale jego rezultat został zaliczony ze względu na przejechanie więcej niż 90% dystansu wyścigu.                              |
| *                                                                     | Sezon w trakcie |
| 1/2/3                                                                 | Punktowana pozycja w sprincie kwalifikacyjnym                                                                                             |
| Lista systemów punktacji Formuły 1                                    | |

| Sezon | Zespół | Silnik      | Opony | Kierowcy      | 1   | 2   | 3   | 4   | 5   | 6   | 7   | 8   | 9   | 10  | 11  | 12  | 13  | 14  | 15  | 16  | Pkt. | Msc. |
| ----- | ------ | ----------- | ----- | ------------- | --- | --- | --- | --- | --- | --- | --- | --- | --- | --- | --- | --- | --- | --- | --- | --- | ---- | ---- |
| 1996  | Ligier | Mugen Honda | G     |               | AUS | BRA | ARG | EUR | SMR | MCO | ESP | CND | FRA | GBR | DEU | HUN | BEL | ITA | POR | JPN | 15   | 6    |
| 1996  | Ligier | Mugen Honda | G     | Olivier Panis | 7   | 6   | 8   | NU  | NU  | 1   | NU  | NU  | 7   | NU  | 7   | 5   | NU  | NU  | 10  | 7   | 15   | 6    |
| 1996  | Ligier | Mugen Honda | G     | Pedro Diniz   | 10  | 8   | NU  | 10  | 7   | NU  | 6   | NU  | NU  | NU  | NU  | NU  | NU  | 6   | NU  | NU  | 15   | 6    |